# Datorspelsåret 2008

## Händelser

### Januari
- 31 januari - Super Smash Bros. Brawl släpptes till Nintendo Wii i Japan.

### Februari
- 19 februari - The Angry Video Game Nerd recenserar spelkonsolen Virtual Boy på Gametrailers.

### Mars
- 25 mars - The Angry Video Game Nerd recenserar spelkonsolen Intellivision på Gametrailers.

### April
- 8 april - The Angry Video Game Nerd recenserar spelkonsolen ColecoVision på Gametrailers.
- 22 april - The Angry Video Game Nerd recenserar Super Mario Bros. 3 till Nintendo Entertainment System på Gametrailers.
- 29 april - Grand Theft Auto IV släpptes till Playstation 3 och Xbox 360.

### Juli
- 15-17 juli - Den 14:e årliga E3-mässan hålls i Santa Monica i Kalifornien i USA.[1]

### September
- 4 september - Spore släpps.

### Oktober
- 9-12 oktober - Tokyo Game Show hålls i Mihama-ku, Chiba i Japan.[2]

### November
- 12 november - The Angry Video Game Nerd recenserar Hotel Mario till CD-i på Gametrailers.
- 18 november - Valve släpper Left 4 Dead till Windows och Xbox 360 i USA och via Steam.
- 26 november - The Angry Video Game Nerd recenserar Link: The Faces of Evil till CD-i på Gametrailers.

### December
- 9 december - The Angry Video Game Nerd recenserar Zelda: The Wand of Gamelon till CD-i på Gametrailers.

## Släppta spel
| Månad             | Dag                       | Titel                                                                        | Plattform(ar)                             |
| ----------------- | ------------------------- | ---------------------------------------------------------------------------- | ----------------------------------------- |
| J A N U A R I     | 3                         | Rune Factory 2: A Fantasy Harvest Moon                                       | NDS                                       |
| J A N U A R I     | 8                         | Harvey Birdman: Attorney at Law                                              | PS2, PSP, Wii                             |
| J A N U A R I     | 8                         | Sonic Riders: Zero Gravity                                                   | PS2, Wii                                  |
| J A N U A R I     | 15                        | CSI: Hard Evidence                                                           | Wii                                       |
| J A N U A R I     | 15                        | Nanostray 2                                                                  | NDS                                       |
| J A N U A R I     | 15                        | Nitrobike                                                                    | Wii                                       |
| J A N U A R I     | 16                        | Rail Simulator                                                               | Win                                       |
| J A N U A R I     | 17                        | Mario & Sonic at the Olympic Games                                           | NDS                                       |
| J A N U A R I     | 21                        | Advance Wars: Days of Ruin                                                   | NDS                                       |
| J A N U A R I     | 22                        | Burnout Paradise                                                             | PS3, X360                                 |
| J A N U A R I     | 22                        | No More Heroes                                                               | Wii                                       |
| J A N U A R I     | 22                        | Pirates of the Burning Sea                                                   | Win                                       |
| J A N U A R I     | 23                        | Lost Kingdoms                                                                | GC                                        |
| J A N U A R I     | 31                        | Disgaea 3: Absence of Justice                                                | PS3                                       |
| J A N U A R I     | 31                        | Super Smash Bros. Brawl (Japan)                                              | Wii                                       |
| J A N U A R I     | 31                        | We Ski                                                                       | Wii                                       |
| F E B R U A R I   | 4                         | Sins of a Solar Empire                                                       | Win                                       |
| F E B R U A R I   | 4                         | Zoo Tycoon 2 DS                                                              | NDS                                       |
| F E B R U A R I   | 5                         | Assassin's Creed: Altaïr's Chronicles                                        | NDS                                       |
| F E B R U A R I   | 5                         | Devil May Cry 4                                                              | PS3, X360                                 |
| F E B R U A R I   | 5                         | Turok                                                                        | PS3, X360                                 |
| F E B R U A R I   | 7                         | L the Prologue to Death Note -Rasen no Wana-                                 | NDS                                       |
| F E B R U A R I   | 7                         | The Club                                                                     | PS3, Win, X360                            |
| F E B R U A R I   | 8                         | Agatha Christie: And Then There Were None                                    | Wii                                       |
| F E B R U A R I   | 12                        | Conflict: Denied Ops                                                         | PS3, Win, X360                            |
| F E B R U A R I   | 12                        | Dark Messiah of Might and Magic                                              | X360                                      |
| F E B R U A R I   | 12                        | Lost Odyssey                                                                 | X360                                      |
| F E B R U A R I   | 12                        | Penumbra: Black Plague                                                       | Lin, Win                                  |
| F E B R U A R I   | 14                        | Dream Chronicles 2: The Eternal Maze                                         | Win                                       |
| F E B R U A R I   | 18                        | MX vs. ATV: Untamed                                                          | Wii                                       |
| F E B R U A R I   | 18                        | Need for Speed: ProStreet                                                    | PSP                                       |
| F E B R U A R I   | 19                        | Etrian Odyssey II: Heroes of Lagaard                                         | NDS                                       |
| F E B R U A R I   | 19                        | The History Channel: Battle for the Pacific                                  | PS3                                       |
| F E B R U A R I   | 21                        | Lost Planet: Extreme Condition                                               | PS3                                       |
| F E B R U A R I   | 21                        | Space Invaders Extreme                                                       | NDS, PSP                                  |
| F E B R U A R I   | 25                        | Destroy All Humans! Big Willy Unleashed                                      | Wii                                       |
| F E B R U A R I   | 25                        | Frontlines: Fuel of War                                                      | Win, X360                                 |
| F E B R U A R I   | 26                        | Lost: Via Domus                                                              | PS3, Win, X360                            |
| F E B R U A R I   | 26                        | Turning Point: Fall of Liberty                                               | PS3, Win, X360                            |
| F E B R U A R I   | 26                        | Universe at War: Earth Assault                                               | X360                                      |
| F E B R U A R I   | 28                        | The Idolmaster Live For You!                                                 | X360                                      |
| F E B R U A R I   | 28                        | The Sims 2: FreeTime                                                         | Win                                       |
| M A R S           | 3                         | Bully: Scholarship Edition                                                   | Wii, X360                                 |
| M A R S           | 3                         | Major League Baseball 2K8                                                    | PS2, PS3, PSP, Wii, X360                  |
| M A R S           | 3                         | Super Dodgeball Brawlers                                                     | NDS                                       |
| M A R S           | 4                         | Army of Two                                                                  | PS3, X360                                 |
| M A R S           | 4                         | God of War: Chains of Olympus                                                | PSP                                       |
| M A R S           | 4                         | MLB 08: The Show                                                             | PS2, PS3, PSP                             |
| M A R S           | 4                         | Ninja Reflex                                                                 | Wii                                       |
| M A R S           | 4                         | Silent Hill: Origins                                                         | PS2                                       |
| M A R S           | 5                         | Harvest: Massive Encounter                                                   | Mac, Win                                  |
| M A R S           | 5                         | Warhammer 40,000: Dawn of War: Soulstorm                                     | Win                                       |
| M A R S           | 6                         | Yakuza: Kenzan!                                                              | PS3                                       |
| M A R S           | 9                         | Super Smash Bros. Brawl (NA)                                                 | Wii                                       |
| M A R S           | 10                        | Worms: A Space Oddity                                                        | Wii                                       |
| M A R S           | 11                        | Condemned 2: Bloodshot                                                       | PS3, X360                                 |
| M A R S           | 11                        | Insecticide                                                                  | NDS, Win                                  |
| M A R S           | 11                        | Ratchet & Clank: Size Matters                                                | PS2                                       |
| M A R S           | 11                        | The House of the Dead 2 & 3 Return                                           | Wii                                       |
| M A R S           | 18                        | Enemy Territory: Quake Wars                                                  | Mac                                       |
| M A R S           | 18                        | Pro Evolution Soccer 2008                                                    | Wii                                       |
| M A R S           | 18                        | Sega Superstars Tennis                                                       | NDS, PS2, PS3, Wii, X360                  |
| M A R S           | 18                        | Target: Terror                                                               | Wii                                       |
| M A R S           | 18                        | Tom Clancy's Rainbow Six: Vegas 2                                            | PS3, Win, X360                            |
| M A R S           | 19                        | Deca Sports                                                                  | Wii                                       |
| M A R S           | 19                        | SimCity DS 2                                                                 | NDS                                       |
| M A R S           | 20                        | Pokémon Ranger: Shadows of Almia                                             | NDS                                       |
| M A R S           | 24                        | Command & Conquer 3: Kane's Wrath                                            | Win, X360                                 |
| M A R S           | 25                        | ObsCure II                                                                   | Wii                                       |
| M A R S           | 28                        |                                                                              |                                           |
| M A R S           | Dark Sector               | PS3, X360                                                                    |                                           |
| M A R S           | Ninja Gaiden Dragon Sword | NDS                                                                          |                                           |
| M A R S           | Viking: Battle for Asgard | PS3, X360                                                                    |                                           |
| A P R I L         | 1                         | Brothers in Arms: Road to Hill 30                                            | Wii                                       |
| A P R I L         | 2                         | Star Ocean: Second Evolution                                                 | PSP                                       |
| A P R I L         | 8                         | Assassin's Creed                                                             | Win                                       |
| A P R I L         | 8                         | Baroque                                                                      | Wii                                       |
| A P R I L         | 8                         | Supreme Commander                                                            | X360                                      |
| A P R I L         | 10                        | Mario Kart Wii                                                               | Wii                                       |
| A P R I L         | 15                        | Ōkami                                                                        | Wii                                       |
| A P R I L         | 15                        | Teenage Zombies: Invasion of the Alien Brain Thingys!                        | NDS                                       |
| A P R I L         | 18                        | Legacy of Ys: Books I & II                                                   | NDS                                       |
| A P R I L         | 22                        | Turok                                                                        | Win                                       |
| A P R I L         | 24                        | Valkyria Chronicles                                                          | PS3                                       |
| A P R I L         | 25                        | King's Bounty: The Legend                                                    | Win                                       |
| A P R I L         | 29                        | Grand Theft Auto IV                                                          | PS3, X360                                 |
| A P R I L         | 30                        | Galactic Civilizations II: Twilight of the Arnor                             | Win                                       |
| M A J             | 2                         | Iron Man                                                                     | NDS, PS2, PS3, PSP, Wii, Win, X360        |
| M A J             | 5                         | Crosswords DS                                                                | NDS                                       |
| M A J             | 6                         | Boom Blox                                                                    | Mobil, Wii                                |
| M A J             | 6                         | Speed Racer                                                                  | NDS, Wii                                  |
| M A J             | 13                        | Drone Tactics                                                                | NDS                                       |
| M A J             | 13                        | The Chronicles of Narnia: Prince Caspian                                     | NDS, PS2, PS3, PSP, Wii, Win, X360        |
| M A J             | 15                        | Luminous Arc 2: Will                                                         | NDS                                       |
| M A J             | 17                        | Monster Madness: Grave Danger                                                | PS3                                       |
| M A J             | 20                        | Age of Conan: Hyborian Adventures                                            | Win                                       |
| M A J             | 21                        | Penny Arcade Adventures: On the Rain-Slick Precipice of Darkness             | Lin, Mac, Win, X360                       |
| M A J             | 23                        | Haze                                                                         | PS3                                       |
| M A J             | 27                        | Emergency Heroes                                                             | Wii                                       |
| M A J             | 27                        | Enemy Territory: Quake Wars                                                  | PS3, X360                                 |
| M A J             | 28                        | Mass Effect                                                                  | Win                                       |
| M A J             | 30                        | Race Driver: Grid                                                            | PS3, Win, X360                            |
| J U N I           | 3                         | Kung Fu Panda                                                                | NDS, PS2, PS3, Wii, Win, X360             |
| J U N I           | 3                         | Lego Indiana Jones: The Original Adventures                                  | NDS, PS2, PS3, PSP, Wii, Win, X360        |
| J U N I           | 3                         | Ninja Gaiden II                                                              | X360                                      |
| J U N I           | 3                         | Robert Ludlum's The Bourne Conspiracy                                        | PS3, X360                                 |
| J U N I           | 5                         | Dragon Ball Z: Burst Limit                                                   | PS3, X360                                 |
| J U N I           | 5                         | Fushigi no Dungeon - Furai no Shiren 3: Karakuri Yashiki no Nemuri Hime      | Wii                                       |
| J U N I           | 5                         | The Incredible Hulk                                                          | NDS, PS2, PS3, Wii, X360                  |
| J U N I           | 10                        | Don King Presents: Prizefighter                                              | X360                                      |
| J U N I           | 10                        | NASCAR 09                                                                    | PS2, PS3, X360                            |
| J U N I           | 10                        | The Incredible Hulk                                                          | Win                                       |
| J U N I           | 12                        | Metal Gear Solid 4: Guns of the Patriots                                     | PS3                                       |
| J U N I           | 13                        | Civilization Revolution                                                      | PS3, X360                                 |
| J U N I           | 17                        | Supreme Ruler 2020                                                           | Win                                       |
| J U N I           | 19                        | Mario Super Sluggers                                                         | Wii                                       |
| J U N I           | 20                        | Alone in the Dark                                                            | PS2, Wii, Win, X360                       |
| J U N I           | 20                        | Top Spin 3                                                                   | PS3, Wii, X360                            |
| J U N I           | 22                        | Guitar Hero: On Tour                                                         | NDS                                       |
| J U N I           | 22                        | Rock Band                                                                    | Wii                                       |
| J U N I           | 23                        | Battlefield: Bad Company                                                     | PS3, X360                                 |
| J U N I           | 23                        | Top Spin 3                                                                   | NDS                                       |
| J U N I           | 24                        | WALL-E                                                                       | NDS, PS2, PS3, PSP, Wii, Win, X360        |
| J U N I           | 24                        | Big Beach Sports                                                             | Wii                                       |
| J U N I           | 25                        | Happy Tree Friends: False Alarm                                              | X360, Win                                 |
| J U N I           | 26                        | Disgaea DS: Prince of the Demon World and the Red Moon                       | NDS                                       |
| J U N I           | 26                        | Tales of Symphonia: Dawn of the New World                                    | Wii                                       |
| J U N I           | 29                        | Guitar Hero: Aerosmith                                                       | PS2, PS3, Wii, X360                       |
| J U L I           | 1                         | Trauma Center: Under the Knife 2                                             | NDS                                       |
| J U L I           | 3                         | Initial D Extreme Stage                                                      | PS3                                       |
| J U L I           | 3                         | Nanashi no Game                                                              | NDS                                       |
| J U L I           | 3                         | Unreal Tournament 3                                                          | X360                                      |
| J U L I           | 7                         | Song Summoner: The Unsung Heroes                                             | Ipod                                      |
| J U L I           | 8                         | Civilization Revolution                                                      | NDS                                       |
| J U L I           | 8                         | Devil May Cry 4                                                              | Win                                       |
| J U L I           | 10                        | Resident Evil Zero                                                           | Wii                                       |
| J U L I           | 10                        | Shin Megami Tensei: Persona 4                                                | PS2                                       |
| J U L I           | 11                        | Dynasty Warriors 6                                                           | Win                                       |
| J U L I           | 14                        | Major League Eating: The Game                                                | Wii                                       |
| J U L I           | 15                        | NCAA Football 09                                                             | PS2, PS3, PSP, Wii, X360                  |
| J U L I           | 15                        | Space Chimps                                                                 | NDS, PS2, Wii, Win, X360                  |
| J U L I           | 17                        | Dragon Quest V: Hand of the Heavenly Bride                                   | NDS                                       |
| J U L I           | 17                        | Tears to Tiara: Kakan no Daichi                                              | PS3                                       |
| J U L I           | 24                        | Siren: Blood Curse                                                           | PS3                                       |
| J U L I           | 24                        | Wario Land: The Shake Dimension                                              | Wii                                       |
| J U L I           | 29                        | MLB Power Pros 2008                                                          | PS2, Wii                                  |
| J U L I           | 29                        | Soulcalibur IV                                                               | PS3, X360                                 |
| J U L I           | 31                        | Fatal Frame IV                                                               | Wii                                       |
| J U L I           | 31                        | Phantasy Star Portable                                                       | PSP                                       |
| J U L I           | 31                        | Rhythm Heaven                                                                | NDS                                       |
| A U G U S T I     | 1                         | Race Driver: Grid                                                            | NDS                                       |
| A U G U S T I     | 7                         | Fire Emblem: Shadow Dragon                                                   | NDS                                       |
| A U G U S T I     | 7                         | Tales of Vesperia                                                            | X360                                      |
| A U G U S T I     | 12                        | Space Siege                                                                  | Win                                       |
| A U G U S T I     | 13                        | Madden NFL 09                                                                | NDS, PS2, PS3, PSP, Wii, X360, Xbox       |
| A U G U S T I     | 19                        | Too Human                                                                    | X360                                      |
| A U G U S T I     | 21                        | Ratchet & Clank Future: Quest for Booty                                      | PS3                                       |
| A U G U S T I     | 21                        | Sigma Harmonics                                                              | NDS                                       |
| A U G U S T I     | 22                        | Inazuma Eleven                                                               | NDS                                       |
| A U G U S T I     | 25                        | MLB Power Pros 2008                                                          | NDS                                       |
| A U G U S T I     | 26                        | The Sims 2: Apartment Life                                                   | Win                                       |
| A U G U S T I     | 26                        | The Sims 2: Apartment Pets                                                   | NDS                                       |
| A U G U S T I     | 26                        | Tiger Woods PGA Tour 09                                                      | PS2, PS3, PSP, Wii, X360                  |
| A U G U S T I     | 28                        | Afrika                                                                       | PS3                                       |
| A U G U S T I     | 28                        | Captain Rainbow                                                              | Wii                                       |
| A U G U S T I     | 31                        | Mercenaries 2: World in Flames                                               | PS2, PS3, Win, X360                       |
| S E P T E M B E R | 2                         | Infinite Undiscovery                                                         | X360                                      |
| S E P T E M B E R | 2                         | Viva Piñata: Trouble in Paradise                                             | X360                                      |
| S E P T E M B E R | 4                         | Blue Dragon Plus                                                             | NDS                                       |
| S E P T E M B E R | 5                         | FaceBreaker                                                                  | PS3, X360                                 |
| S E P T E M B E R | 5                         | S.T.A.L.K.E.R.: Clear Sky                                                    | Win                                       |
| S E P T E M B E R | 5                         | Spore                                                                        | Mac, Mobil, NDS, Win                      |
| S E P T E M B E R | 5                         | Viva Piñata: Pocket Paradise                                                 | NDS                                       |
| S E P T E M B E R | 8                         | NHL 2K9                                                                      | PS2, PS3, Wii, X360                       |
| S E P T E M B E R | 9                         | NHL 09                                                                       | PS3, X360                                 |
| S E P T E M B E R | 9                         | TNA iMPACT!                                                                  | PS2, PS3, Wii, X360                       |
| S E P T E M B E R | 11                        | One Piece: Unlimited Cruise: Episode 1                                       | Wii                                       |
| S E P T E M B E R | 12                        | Crysis Warhead                                                               | Win                                       |
| S E P T E M B E R | 13                        | Pokémon Platinum                                                             | NDS                                       |
| S E P T E M B E R | 14                        | Rock Band 2                                                                  | X360                                      |
| S E P T E M B E R | 16                        | Dance Dance Revolution Hottest Party 2                                       | Wii                                       |
| S E P T E M B E R | 16                        | Star Wars: The Force Unleashed                                               | NDS, PS2, PS3, PSP, Wii                   |
| S E P T E M B E R | 16                        | The Witcher: Enhanced Edition                                                | Win                                       |
| S E P T E M B E R | 16                        | Pure                                                                         | PS3, X360, Win                            |
| S E P T E M B E R | 18                        | Dragon Ball: Origins                                                         | NDS                                       |
| S E P T E M B E R | 18                        | Eternal Sonata                                                               | PS3                                       |
| S E P T E M B E R | 18                        | Warhammer Online: Age of Reckoning                                           | Win                                       |
| S E P T E M B E R | 22                        | Civilization IV: Colonization                                                | Win                                       |
| S E P T E M B E R | 22                        | De Blob                                                                      | NDS, Wii, Win                             |
| S E P T E M B E R | 22                        | Kirby Super Star Ultra                                                       | NDS                                       |
| S E P T E M B E R | 22                        | SimCity Creator                                                              | Wii                                       |
| S E P T E M B E R | 23                        | Brothers in Arms: Double Time                                                | Wii                                       |
| S E P T E M B E R | 23                        | Brothers in Arms: Hell's Highway                                             | PS3, Win, X360                            |
| S E P T E M B E R | 23                        | Lego Batman: The Video Game                                                  | NDS, PS2, PS3, PSP, Wii, Win, X360        |
| S E P T E M B E R | 25                        | Aquanaut's Holiday: Hidden Memories                                          | PS3                                       |
| S E P T E M B E R | 25                        | Cross Edge                                                                   | PS3                                       |
| S E P T E M B E R | 25                        | Disaster: Day of Crisis                                                      | Wii                                       |
| S E P T E M B E R | 25                        | Sands of Destruction                                                         | NDS                                       |
| S E P T E M B E R | 25                        | World Destruction: Michibikareshi Ishi                                       | NDS                                       |
| S E P T E M B E R | 30                        | Silent Hill: Homecoming                                                      | PS3, Win, X360                            |
| S E P T E M B E R | 30                        | Sonic Chronicles: The Dark Brotherhood                                       | NDS                                       |
| O K T O B E R     | 2                         | Dynasty Warriors 6                                                           | PS2                                       |
| O K T O B E R     | 2                         | Ikki Tousen: Eloquent Fist                                                   | PSP                                       |
| O K T O B E R     | 7                         | Crash: Mind over Mutant                                                      | NDS, PS2, PSP, Wii, X360                  |
| O K T O B E R     | 7                         | Fracture                                                                     | PS3, X360                                 |
| O K T O B E R     | 7                         | NBA Live 09                                                                  | PS2, PS3, PSP, Wii, X360                  |
| O K T O B E R     | 7                         | NBA 2K9                                                                      | PS2, PS3, Wii, X360                       |
| O K T O B E R     | 7                         | Spectrobes: Beyond the Portals                                               | NDS                                       |
| O K T O B E R     | 9                         | Macross Ace Frontier                                                         | PSP                                       |
| O K T O B E R     | 13                        | Blitz: The League II                                                         | PS3, X360                                 |
| O K T O B E R     | 13                        | World of Goo                                                                 | Win, Wii                                  |
| O K T O B E R     | 14                        | Dead Space                                                                   | PS3, X360                                 |
| O K T O B E R     | 14                        | FIFA 09                                                                      | Mobil, NDS, PS2, PS3, PSP, Wii, Win, X360 |
| O K T O B E R     | 14                        | Rock Revolution                                                              | NDS, PS3, Wii, X360                       |
| O K T O B E R     | 14                        | Saints Row 2                                                                 | PS3, X360                                 |
| O K T O B E R     | 14                        | SOCOM: U.S. Navy SEALs Confrontation                                         | PS3                                       |
| O K T O B E R     | 14                        | Golden Axe: Beast Rider                                                      | PS3, X360                                 |
| O K T O B E R     | 14                        | Boogie Superstar                                                             | Wii                                       |
| O K T O B E R     | 16                        | Culdcept DS                                                                  | NDS                                       |
| O K T O B E R     | 16                        | Wii Music                                                                    | Wii                                       |
| O K T O B E R     | 16                        | X3: Terran Conflict                                                          | Win                                       |
| O K T O B E R     | 19                        | Rock Band 2                                                                  | PS3                                       |
| O K T O B E R     | 20                        | Midnight Club: Los Angeles                                                   | PS3, X360, PSP                            |
| O K T O B E R     | 20                        | NHL 09                                                                       | Win                                       |
| O K T O B E R     | 20                        | Dead Space                                                                   | Win                                       |
| O K T O B E R     | 21                        | Bully: Scholarship Edition                                                   | Win                                       |
| O K T O B E R     | 21                        | BioShock                                                                     | PS3                                       |
| O K T O B E R     | 21                        | Castlevania: Order of Ecclesia                                               | NDS                                       |
| O K T O B E R     | 21                        | Dance Dance Revolution Universe 3                                            | X360                                      |
| O K T O B E R     | 21                        | Far Cry 2                                                                    | PS3, Win, X360                            |
| O K T O B E R     | 21                        | Fable II                                                                     | X360                                      |
| O K T O B E R     | 21                        | Spider-Man: Web of Shadows                                                   | NDS, PS2, PS3, PSP, Wii, Win, X360        |
| O K T O B E R     | 21                        | The Legend of Spyro: Dawn of the Dragon                                      | NDS, PS2, PS3, Wii, X360                  |
| O K T O B E R     | 21                        | NBA 2K9                                                                      | Win                                       |
| O K T O B E R     | 21                        | What's Cooking? with Jamie Oliver                                            | NDS                                       |
| O K T O B E R     | 26                        | Guitar Hero World Tour                                                       | Mac, PS2, PS3, Wii, Win, X360             |
| O K T O B E R     | 27                        | MySims Kingdom                                                               | NDS, Wii                                  |
| O K T O B E R     | 28                        | Command & Conquer: Red Alert 3                                               | Win                                       |
| O K T O B E R     | 28                        | Fallout 3                                                                    | PS3, Win, X360                            |
| O K T O B E R     | 28                        | Goosebumps HorrorLand                                                        | NDS, PS2, Wii                             |
| O K T O B E R     | 28                        | LittleBigPlanet                                                              | PS3                                       |
| O K T O B E R     | 28                        | MotorStorm: Pacific Rift                                                     | PS3                                       |
| O K T O B E R     | 28                        | MySims                                                                       | Win                                       |
| O K T O B E R     | 29                        | Penny Arcade Adventures: On the Rain-Slick Precipice of Darkness - Episode 2 | Lin, Mac, Win, X360                       |
| O K T O B E R     | 30                        | Valkyrie Profile: Covenant of the Plume                                      | NDS                                       |
| O K T O B E R     | 30                        | Thunder Force VI                                                             | PS2                                       |
| N O V E M B E R   | 3                         | Legendary                                                                    | PS3, Win, X360                            |
| N O V E M B E R   | 4                         | Naruto: Ultimate Ninja Storm                                                 | PS3                                       |
| N O V E M B E R   | 4                         | Tom Clancy's EndWar                                                          | NDS, PS3, PSP, X360                       |
| N O V E M B E R   | 4                         | Resistance 2                                                                 | PS3                                       |
| N O V E M B E R   | 4                         | Namco Museum Virtual Arcade                                                  | X360                                      |
| N O V E M B E R   | 7                         | Gears of War 2                                                               | X360                                      |
| N O V E M B E R   | 7                         | Men of War                                                                   | Win                                       |
| N O V E M B E R   | 7                         | Sacred 2 Fallen Angel                                                        | Win                                       |
| N O V E M B E R   | 11                        | Banjo-Kazooie: Nuts & Bolts                                                  | X360                                      |
| N O V E M B E R   | 11                        | Call of Duty: World at War                                                   | NDS, PS3, Wii, Win, X360, PS2             |
| N O V E M B E R   | 11                        | Command & Conquer: Red Alert 3                                               | X360                                      |
| N O V E M B E R   | 11                        | FaceBreaker                                                                  | Wii                                       |
| N O V E M B E R   | 11                        | Mirror's Edge                                                                | PS3, X360                                 |
| N O V E M B E R   | 11                        | WWE SmackDown vs. Raw 2009                                                   | Mobill, NDS, PS2, PS3, PSP, Wii, X360     |
| N O V E M B E R   | 11                        | Star Wars: The Clone Wars - Lightsaber Duels                                 | Wii                                       |
| N O V E M B E R   | 11                        | Star Wars: The Clone Wars - Jedi Alliance                                    | NDS                                       |
| N O V E M B E R   | 11                        | Tecmo Bowl: Kickoff                                                          | NDS                                       |
| N O V E M B E R   | 12                        | Pro Evolution Soccer 2009                                                    | PS2, PS3, PSP, Wii, Win, X360             |
| N O V E M B E R   | 13                        | World of Warcraft: Wrath of the Lich King                                    | Win, Mac                                  |
| N O V E M B E R   | 14                        | Football Manager 2009                                                        | Win, Mac, PSP                             |
| N O V E M B E R   | 16                        | Animal Crossing: City Folk                                                   | Wii                                       |
| N O V E M B E R   | 16                        | Mortal Kombat vs. DC Universe                                                | PS3, X360                                 |
| N O V E M B E R   | 16                        | Shaun White Snowboarding                                                     | PS3, Wii, Win, X360                       |
| N O V E M B E R   | 17                        | Guitar Hero On Tour: Decades                                                 | NDS                                       |
| N O V E M B E R   | 17                        | Skate It                                                                     | NDS, Wii                                  |
| N O V E M B E R   | 18                        | Alone in the Dark: Inferno                                                   | PS3                                       |
| N O V E M B E R   | 18                        | Ultimate Band                                                                | NDS, Wii                                  |
| N O V E M B E R   | 18                        | Castlevania Judgment                                                         | Wii                                       |
| N O V E M B E R   | 18                        | Left 4 Dead                                                                  | Win, X360                                 |
| N O V E M B E R   | 18                        | Need for Speed: Undercover                                                   | Mobil, PS2, PS3, PSP, Wii, Win, X360      |
| N O V E M B E R   | 18                        | Sonic Unleashed                                                              | PS2, PS3, Wii, X360                       |
| N O V E M B E R   | 18                        | Tomb Raider: Underworld                                                      | NDS, PS2, PS3, Wii, Win, X360             |
| N O V E M B E R   | 18                        | Rayman Raving Rabbids TV Party                                               | NDS, Wii                                  |
| N O V E M B E R   | 18                        | Naruto: The Broken Bond                                                      | X360                                      |
| N O V E M B E R   | 18                        | CSI: NY                                                                      | Win,                                      |
| N O V E M B E R   | 20                        | The Last Remnant                                                             | X360                                      |
| N O V E M B E R   | 21                        | LocoRoco 2                                                                   | PSP                                       |
| N O V E M B E R   | 21                        | Beyond Protocol                                                              | Win                                       |
| N O V E M B E R   | 25                        | Chrono Trigger                                                               | NDS                                       |
| N O V E M B E R   | 25                        | Club Penguin: Elite Penguin Force                                            | NDS                                       |
| N O V E M B E R   | 27                        | Patapon 2                                                                    | PSP                                       |
| N O V E M B E R   | 27                        | Rune Factory Frontier                                                        | Wii                                       |
| D E C E M B E R   | 1                         | Destroy All Humans! Path of the Furon                                        | X360                                      |
| D E C E M B E R   | 2                         | Prince of Persia: The Fallen King                                            | NDS                                       |
| D E C E M B E R   | 2                         | Mushroom Men: The Spore Wars                                                 | Wii                                       |
| D E C E M B E R   | 2                         | Mushroom Men: Rise of the Fungi                                              | NDS                                       |
| D E C E M B E R   | 2                         | Grand Theft Auto IV                                                          | Win                                       |
| D E C E M B E R   | 2                         | Prince of Persia                                                             | PS3, X360                                 |
| D E C E M B E R   | 2                         | Kingdom Hearts Re:Chain of Memories                                          | PS2                                       |
| D E C E M B E R   | 4                         | Rygar: The Battle of Argus                                                   | Wii                                       |
| D E C E M B E R   | 5                         | X3: Reunion                                                                  | Lin                                       |
| D E C E M B E R   | 7                         | Prey                                                                         | Lin                                       |
| D E C E M B E R   | 9                         | Prince of Persia                                                             | Win                                       |
| D E C E M B E R   | 11                        | Elebits: The Adventures of Kai and Zero                                      | NDS                                       |
| D E C E M B E R   | 18                        | Rise of the Argonauts                                                        | PS3, Win, X360                            |
| D E C E M B E R   | 18                        | Dissidia: Final Fantasy                                                      | PSP                                       |
| D E C E M B E R   | 18                        | Dynasty Warriors: Gundam 2                                                   | PS2, PS3, X360                            |
| D E C E M B E R   | 18                        | Suikoden Tierkreis                                                           | NDS                                       |
| D E C E M B E R   | 18                        | Tales of Hearts                                                              | NDS                                       |
| D E C E M B E R   | 25                        | White Knight Chronicles                                                      | PS3                                       |
| D E C E M B E R   | 25                        | RIZ-ZOAWD                                                                    | NDS                                       |

### Fotnoter
1. ↑  ”Attendance and Stats” (på engelska). IGN. http://www.ign.com/wikis/e3/Attendance_and_Stats. Läst 21 maj 2015.
2. ↑  Le TGS 2008 en octobre
3. ↑  ”Legacy of Ys: Books I & II”. gamefaqs.com. Arkiverad från originalet den 16 april 2014. https://web.archive.org/web/20140416182009/http://www.gamefaqs.com/ds/954798-legacy-of-ys-books-i-and-ii/data. Läst 16 april 2014.